# Capillaria khalili
Capillaria khalili is een rondwormensoort uit de familie van de Trichuridae. De wetenschappelijke naam van de soort is voor het eerst geldig gepubliceerd in 1993 door Arya.